# Chrysonotomyia reticulata
Chrysonotomyia reticulata är en stekelart som beskrevs av Mao-Ling Sheng och Zhan 2000. Chrysonotomyia reticulata ingår i släktet Chrysonotomyia och familjen finglanssteklar. Inga underarter finns listade i Catalogue of Life.